# Jérôme Putzeys
Jérôme Putzeys (7 november 1964) is een voormalige Belgische atleet, die gespecialiseerd was in het speerwerpen. Hij werd tweemaal Belgisch kampioen.

## Biografie
Putzeys werd in 1988 voor het eerst Belgisch kampioen in het speerwerpen na de diskwalificatie van Jean-Paul Schlatter, die eerder dat jaar op doping was betrapt. In 1990 volgde een tweede Belgische titel.
In 1991 verbeterde Putzeys met een worp van 76,64 m het Belgisch record van Schlatter. Het jaar nadien bracht hij het record naar 80,10 m en werd daarmee de eerste Belgische speerwerper die de tachtig meter overschreed. Hij werd echter na deliberatie niet geselecteerd voor de Olympische Spelen in Barcelona.
Putzeys was aangesloten bij Racing Club Brussel en stapte in 1990 over naar FC Luik.

## Belgische kampioenschappen
| Onderdeel   | Jaar       |
| ----------- | ---------- |
| speerwerpen | 1988, 1990 |

## Persoonlijk record
| Onderdeel   | Prestatie       | Datum       | Plaats   |
| ----------- | --------------- | ----------- | -------- |
| speerwerpen | 80,10 m (ex-NR) | 7 juni 1992 | Zwevegem |

## Palmares

### speerwerpen
- 1985:  BK AC - 67,04 m
- 1988:  BK AC* - 65,08 m
- 1990:  BK AC - 69,32 m

* na de diskwalificatie van Jean-Paul Schlatter wegens dopinggebruik eerder dat jaar